# Labdakos
Labdakos (altgriechisch Λάβδακος Lábdakos, deutsch ‚der Hinkende‘) war König von Theben und ein Enkel des Kadmos. Sein Vater war Polydoros, seine Mutter war Nykteis, die Tochter des Nykteus, und sein Sohn hieß Laios.
Da er beim Tod seines Vaters noch nicht volljährig war, regierte zunächst sein Großvater Nykteus für ihn, der gegen Epopeus von Sikyon in den Krieg zog, nachdem Epopeus dessen Tochter Antiope geraubt hatte. In diesem Krieg starb Nykteus und sein Bruder Lykos übernahm die Regierungsgeschäfte.
Als Labdakos alt genug war, übernahm er selbst die Regierung. Er starb entweder im Verlauf eines Krieges um den Grenzverlauf zwischen Theben und Attika mit Pandion oder wurde von Dionysos vernichtet, weil er den Kult missachtete. Nach seinem Tod musste Lykos noch einmal die Regentschaft interimistisch übernehmen, da Laios erst ein Jahr alt war.
Seine Nachkommen Laios, Ödipus, Antigone, Polyneikes, Eteokles und Ismene werden auch als Labdakiden bezeichnet.